# Respect the Shooter
Respect the Shooter – trzeci oficjalny mixtape wydany przez Uncle Murda, razem z DJ-em Green Lanternem. 
Tytuł nawiązuje do kryminalnego życia rapera, ale także do wersu z piosenki "30 Something" Jaya-Z - "Ya'll respect the one who got shot I respect the shooter".

## Lista utworów
1. "Gang member shot by police" (Intro) – 0:50
2. "Don't try to apprehend him"  – 2:28
3. "Live on Kroc Radio" (Interview) – 1:03
4. "Say thank you" – 3:15
5. "The name they gave me"– 3:17
6. "Startin shit for no reason" – 1:53
7. "Please don't rat" – 3:16
8. "Gun talk" feat. Wyclef Jean – 2:47
9. "Lean on me" – 4:31
10. "Pretend friends"  – 2:57
11. "M.O.B Money Over Bitches" – 3:03
12. "Gangsta Brooklyn" – 3:07
13. "Excessive force" (Skit) – 0:32
14. "Clap at the police music" – 2:39
15. "Live on Kroc Radio" (Interview pt.2) – 1:09
16. "Rider survivor"  – 3:17
17. "Get money everyday" – 2:52
18. "Live on Kroc Radio" (Interview pt.3) – 0:56
19. "Pocket full of haze" – 2:22
20. "Pearl" – 1:35
21. "Recognize a pimp" feat. R.Kelly  – 3:08
22. "By myself" – 3:37
23. "Bang bang" feat. I.C. – 3:05
24. "Official gun bussas" – 2:37
25. "Warning" - 3:39